# معركة المدائن
دارت معركة المدائن بالقرب من المدائن وسط العراق بين جيوش الحمدانيين والبريديين للسيطرة على بغداد، عاصمة ومقر الدولة العباسية، والتي تبعد حوالي 22 كيلومتر (14 ميل) عن المدائن، وأصبحت بعد ذلك تحت سيطرة الحمدانيين. في معركة شرسة استمرت أربعة أيام (16–19 أغسطس 942) وكلفَّت كلا الجانبين خسائر كبيرة، انتصر الجيش الحمداني. وأصبحوا مرهقين جدًا ولم يتمكنوا من المتابعة، مما سمح للبريديين بالانسحاب إلى واسط ثم البصرة.